# Karel Pexidr

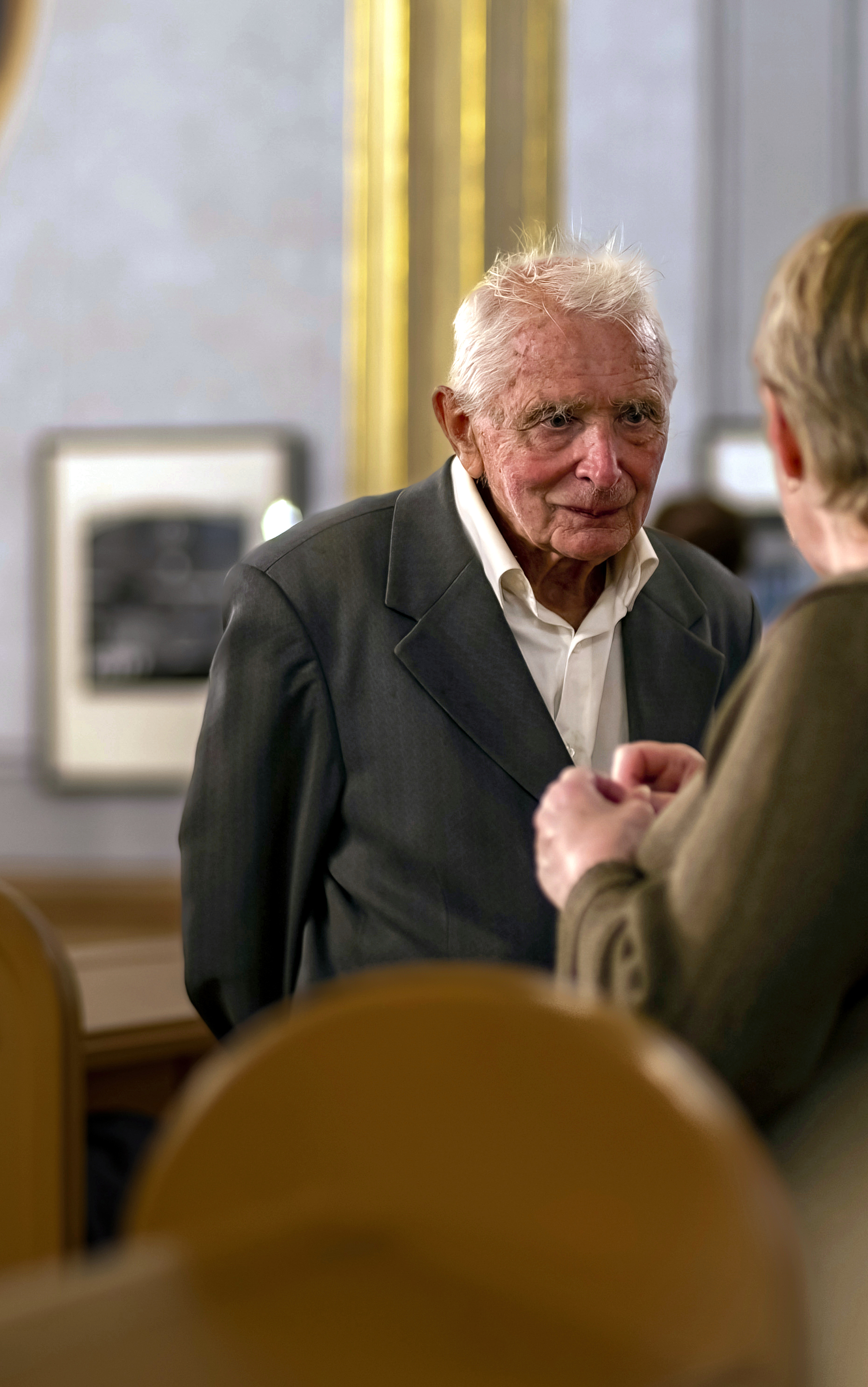
pan Karel Pexidr na koncertu ve Staré synagoze 6.9.2022, kde byla hrána i jeho díla

Karel Pexidr, (* 4. listopadu 1929 Praha), je český spisovatel, právník, filosof a skladatel klasické hudby.

## Životopis
Historie rozvětveného rodu Pexidrů je spjata s jihočeským Protivínem, Pexidrovi rodiče i prarodiče žili však v Plzni. Zde působí po celý život i Karel Pexidr sám, narodil se však dne 4. listopadu 1929 v pražské podolské porodnici, kde si jeho matka přála být při porodu ošetřena.
Středoškolské studium absolvoval Karel Pexidr na Klasickém gymnáziu v Plzni. V roce 1948 začal studovat práva na Právnické fakultě Karlovy univerzity v Praze, studium musel však v roce 1951 přerušit, neboť byl v rámci tehdejších politických zásahů proti určitým vrstvám obyvatelstva povolán na více než dva roky do jednotek PTP. Studium práv (s později získaným titulem JUDr.) mu bylo umožněno dokončit teprve v roce 1955.
Poté pracoval až do roku 1990, kdy mu vznikl nárok na důchod, ve funkci právníka či v jiné obdobné funkci u tehdejších socialistických podniků a organizací.
V roce 1963 se oženil. Jeho manželka je lékařka. V manželství se narodil v roce 1964 syn Karel, který rovněž vystudoval medicínu a je zaměstnán jako lékař.
V létech 1962 až 1966 se zabýval svépomocnou výstavbou vlastního rodinného domku v Plzni.
V létech 1993 až 1999 působil pedagogicky na Západočeské univerzitě v Plzni v oboru filozofie.
V létech 1993 až 2011 vykonával funkci předsedy zemědělského družstva v Horšicích u Přeštic.

## Filozofická tvorba
Ve svých filozofických publikacích těží z celoživotního studia prakticky všech hlavních (a různorodých) pramenů světové filozofie, v jejichž kritickém vyhodnocování nachází i inspirační zdroj k vytváření svých vlastních filozofických myšlenek a koncepcí. Za důležitý inovační přínos pro filozofii pokládá zřetel k vědeckým poznatkům podávaným a garantovaným soudobou obecnou psychologií. Soustavně proto poukazuje na složitý systém myšlenkové práce plné zvratů a proměn, jimiž lidská psychika často až k nepoznání proměňuje výsledky poznávací činnosti. Bezpečnou orientaci nachází Karel Pexidr v relativistické filozofii umožňující řešení prakticky všech důležitých filozofických otázek či problémů na základě zachycování zpracovávání v neuzavřené myšlenkové síti vztahů.

### Filozofické publikace

#### České publikace
- Úvod do studia etiky, Plzeň: Vydavatelství ZČU 1996
- Relativistická filozofie, Plzeň: Vydavatelství ZČU 1996
- Psychologie a gnozeologie, Dobrá Voda u Pelhřimova: Aleš Čeněk 2000
- Kosmologie z pohledu filozofa, Dobrá voda u Pelhřimova: Aleš Čeněk 2003
- Kauzalita (spoluautor Nikolaj Demjančuk), Plzeň: Aleš Čeněk 2009
- Filosofie pro každého, Praha: Alfa nakladatelství 2009
- Člověk, tvor neznámý, Praha: Alfa nakladatelství 2011
- Filosofické aforismy, Praha: Alfa nakladatelství 2012
- O svůdnosti idejí, Praha: Alfa nakladatelství 2017
- Bytí, Praha: Tooga 2019

#### Anglické publikace
- Philosophy for Everyone, Praha: Alfa nakladatelství 2012
- Causality, Cambridgeshire: Melrosebooks 2013
- Man, un Unknown Creature, Cambridgeshire: Melrosebooks 2014
- Philosophical Aphorisms, Cambridgeshire: Melrosebooks 2015
- Relativist Philosophy, Plzeň: Vydavatelství ZČU 2016

## Beletristická tvorba
Svou literární tvorbu (ostatně podobně i filozofii) mohl Karel Pexidr veřejně uplatnit až po roce 1989. Do té doby tehdejší státem kontrolovaná nakladatelství nepřijímala ke knižnímu vydání rukopisy neodpovídající politickým, ideologickým a kulturním představám komunistického režimu. Literární produkce Karla Pexidra spadá do tří žánrových oblastí.

### Povídky
- Blázniviny, Plzeň: Nava 1997
- Bajky, Plzeň: Nava 1999
- Kavkovské kontrapunkty, Plzeň: Perseus 2000
- Přeludy, Plzeň: Nava 2007
- Cesty k cíli, Praha: Epocha 2014